# Lauren Murphy
Lauren Marie Murphy, född 27 juli 1983 i Anchorage, är en amerikansk MMA-utövare som sedan 2014 tävlar i organisationen Ultimate Fighting Championship.